# Мазанка

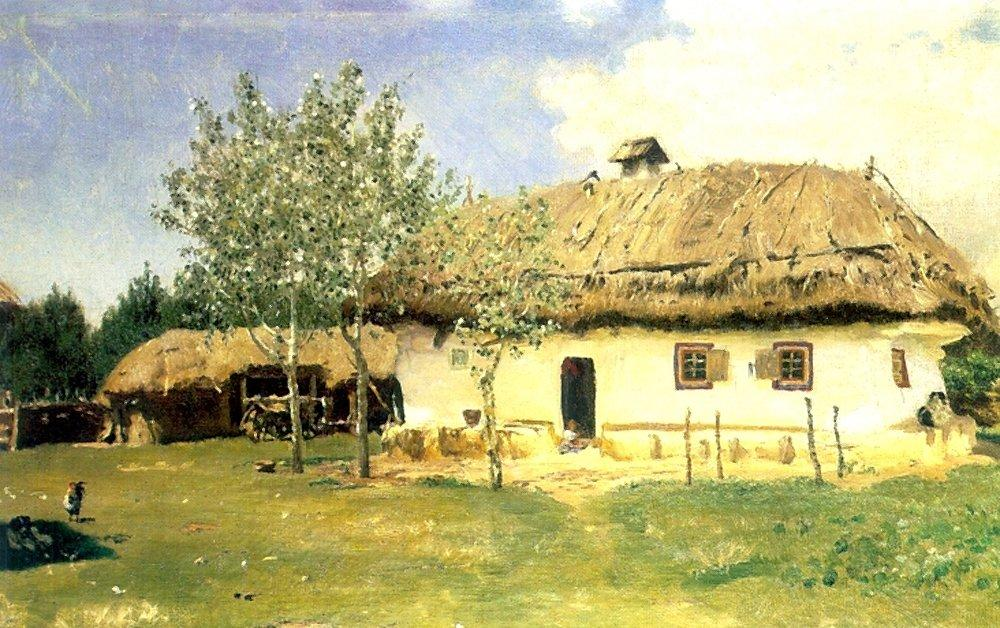
І. Ю. Рєпін. Українська хата, 1880.

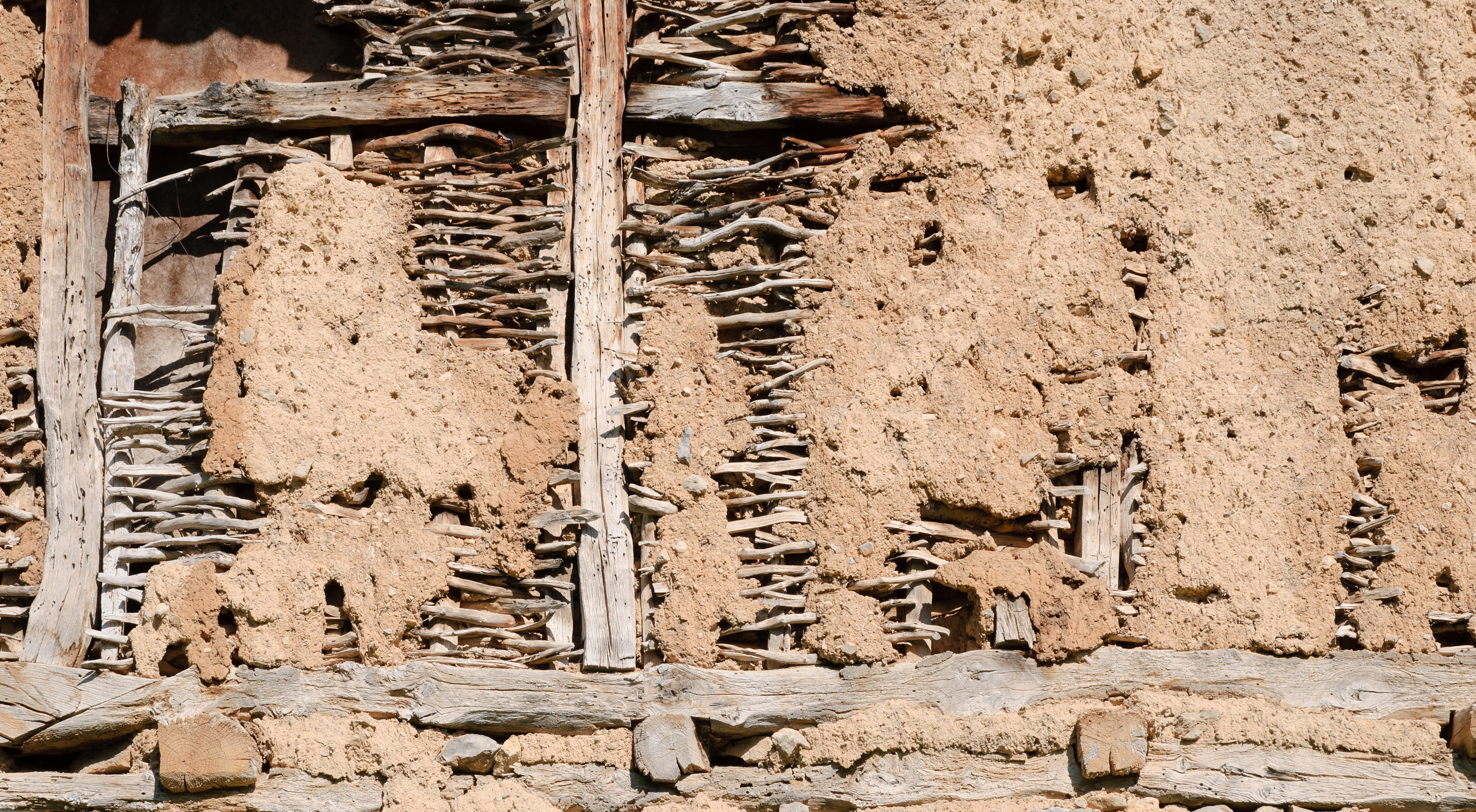
Напівзруйнована стіна мазанки

Ма́занка, також маза́нка — хата, деревяна з топлі та дубу або плетена з хмизу (турлук) ,помазана глиною з соломою іноді з кінсьним послідом  . Традиційна хата мала піч з чирінню та лежанкою .Стіни надалі покривалися побілкою на вапні. Була поширена на території степової та лісостепової України, що було пов'язано з природними умовами.

## Назва
Такий тип хати отримав назву мазанка від слова мазати (тинькувати, штукатурити глиняним розчином).

## Технологія
Стіни мазанок складалися з дерев'яного каркасу. Проміжок між сохами та ригелями (клітинами) заповнювався або грудками змішаної з соломою чи очеретом глини («вальків») або обмазували цим матеріалом плетені стіни; ці операції були відомі як «валькування». 
Після обмазування та просушування — стіни білили вапном, крейдою або білою глиною.
Хата з плетеними з хмизу (хворосту) стінами і обмазана глиною називалася хворостянка.
Обмазувати глиною могли й дерев'яні хати (зокрема, рублені «в шули»). Щоб краще тримався глиняний розчин, стіни клинцювали — забивали в них кілочки, клинці (аналогічно кріпленню дранки перед тинькуванням).
Однією з найпоширеніших була хата на сохах, в стінах якої накладали очерет і обмазували глиною з соломою.
Мазанки поділялися на:
- дерев'яні;
- плетені;
- солом'яні;
- очеретяні.

## Галерея

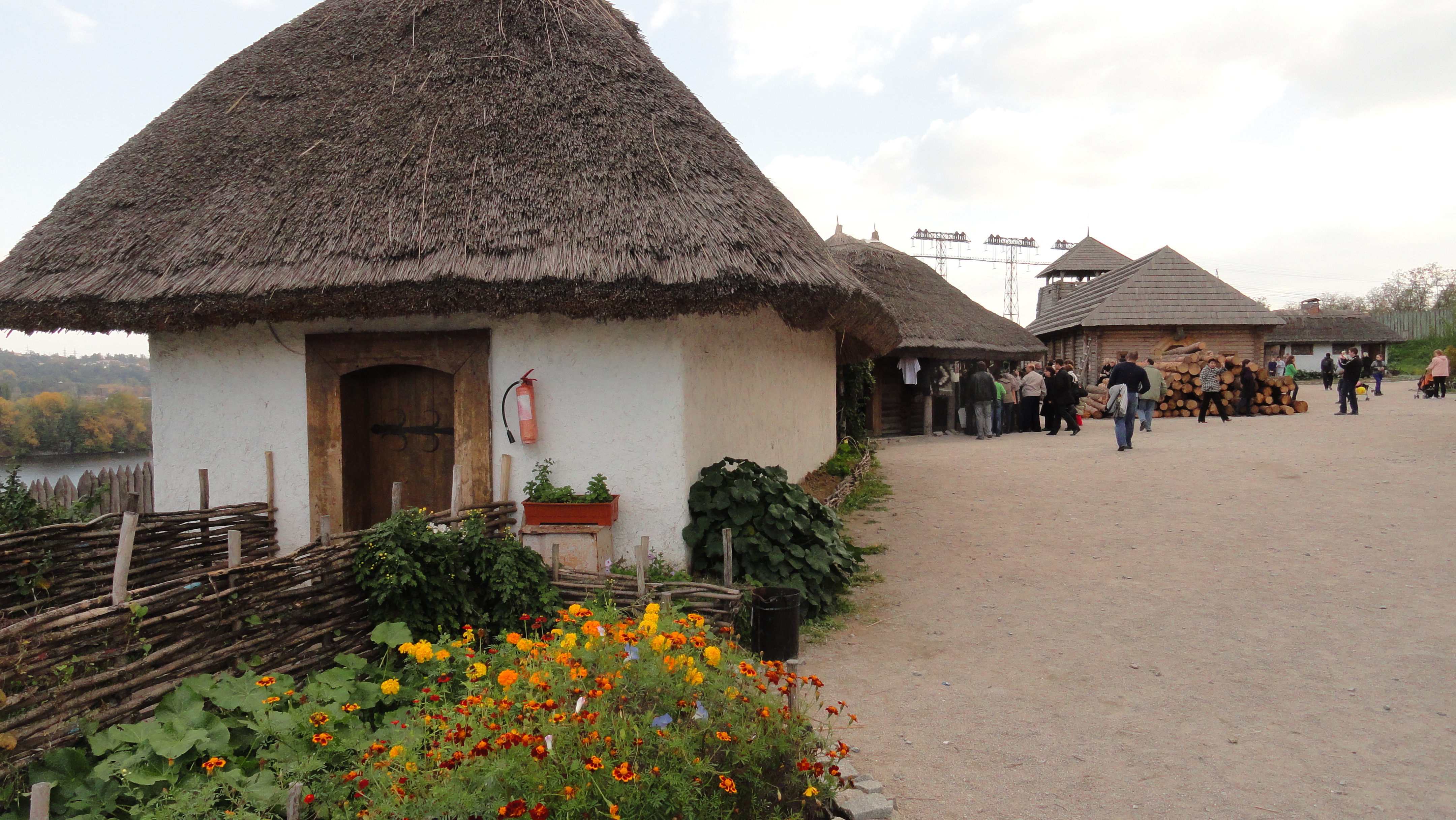
Мазанка у Національному заповіднику «Хортиця», Запоріжжя
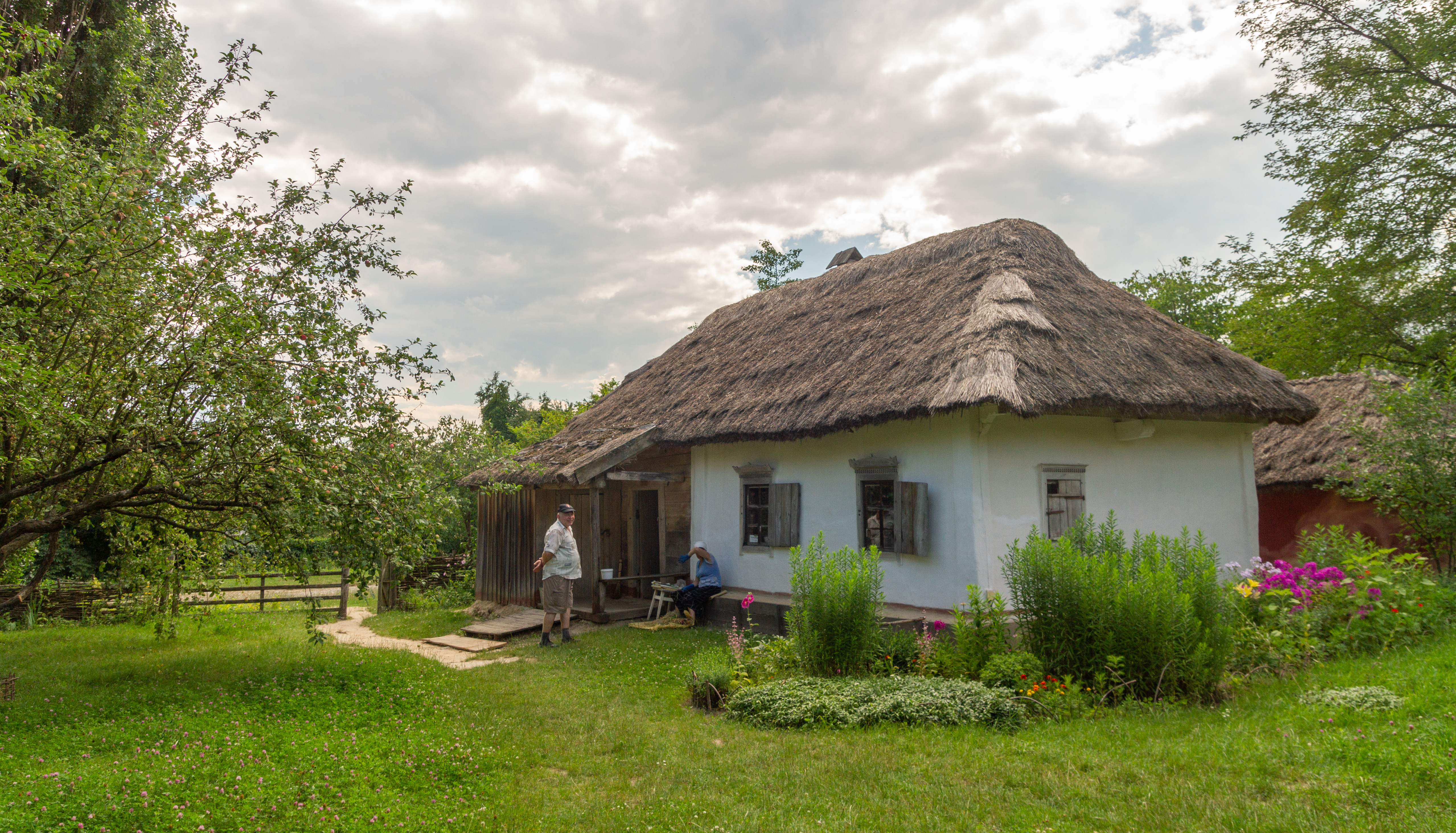
Мазанка. Музей у Пирогові.
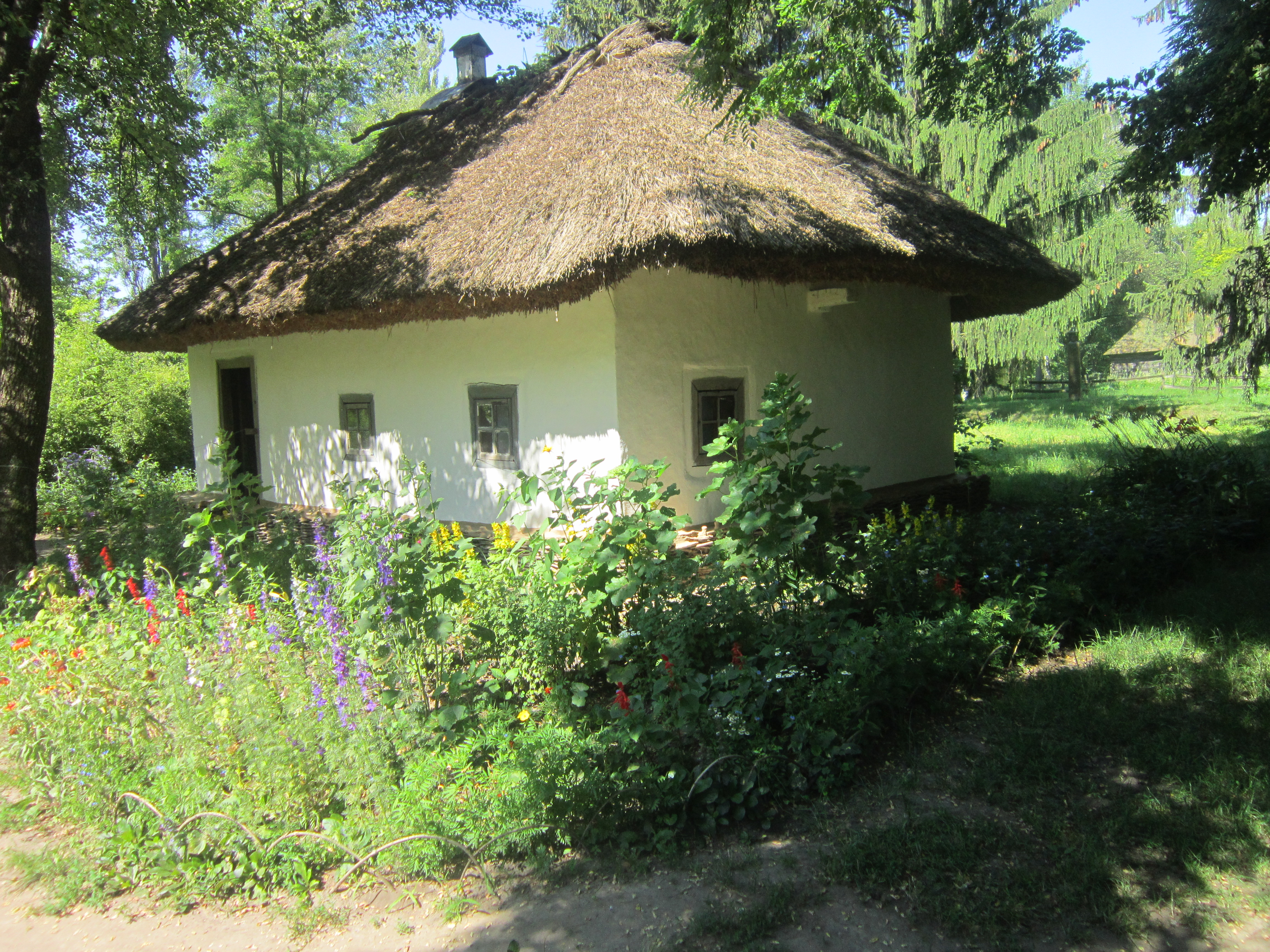
Мазанка. Музей у Пирогові.
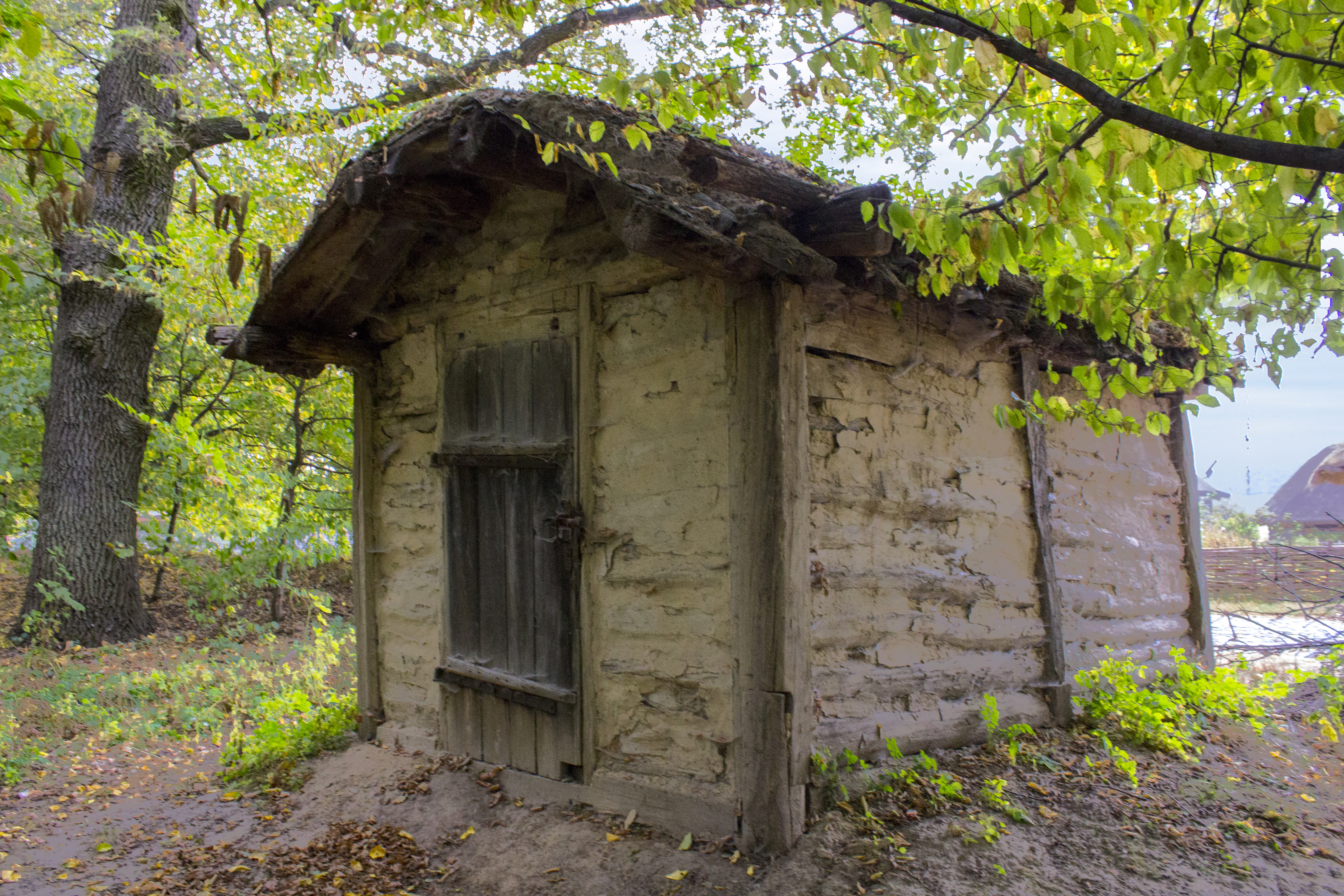
Мазана рублена комора з села Бегоща. Музей у Пирогові.